# (4906) Seneferu
(4906) Seneferu (2533 P-L) – planetoida z pasa głównego asteroid okrążająca Słońce w ciągu 3,21 lat w średniej odległości 2,18 j.a. Odkryta 24 września 1960 roku.